# Сахновський Павло Якимович
Павло́ Яки́мович Сахно́вський (нар. 1745 — пом. 16 січня 1806, Березна (нині смт Менського району Чернігівської області) — український військовий діяч XVIII століття.

## Життєпис
Народився 1745 року в Я. І. Сахновського та Г. П. Сангурської. У 1765 році одружився з донькою бунчукового товариша Костянтина Лизогуба Ганною (1745 р. н.).
Сотник Березнянської сотні у 1770—1782 рр. (останній її сотник). Прем'єр-майор (1786).
19 липня 1791 р. одержав звання полковника. Комендант Чернігова (1793 — липень 1797). Генерал-майор (липень 1797).
Кавалер ордена св. рівноапостольного князя Володимира 4 ступеня.
Помер 16 січня 1806 р. у Березні.